# Doleschallia australis
Doleschallia australis är en fjärilsart som beskrevs av Felder 1867. Doleschallia australis ingår i släktet Doleschallia och familjen praktfjärilar. Inga underarter finns listade i Catalogue of Life.